# 루이 (드라마)
《루이》(영어: Louie)는 2010년 6월 29일부터 2015년 5월 28일까지 FX에서 방영된 미국의 코미디 드라마 텔레비전 시리즈이다. 루이 C.K.가 기획, 각본, 연출, 공동 편집, 총괄 제작, 주인공 역을 맡았다.
제64회(2012), 제66회 프라임타임 에미상(2014)에서 코미디 시리즈 부문 각본상을 수상하였다.

## 개요
스탠드업 코미디언인 루이 C.K.의 실제 삶에 느슨하게 기초하였으며, 아내와 이혼한 두 딸의 아버지 C.K.가 일상에서 겪는 분투를 그려낸다. C.K.가 뉴욕 코미디 클럽에 올리는 스탠드업 코미디 공연이 중간중간 삽입되며, 이는 이 시리즈를 위해 새로 창작된 것이다. 스탠드업 코미디 공연은 중심 이야기 소재와 다소 연관은 있으나 독립된 장면으로 등장하기도 하고, 때로는 이야기 전개 속에 녹아든다.
각 화는 대체로 독립된 이야기로 구성되어 있고 회차간에 상충하는 설정도 일부 존재하나 다회 방송분으로 구성된 긴 서사 얼개도 포함돼있다. 몇 리커링 캐릭터가 시리즈에 일종의 연속성을 부여한다. 주요 소재는 이혼, 성교, 성적 지향, 우울증, 가톨릭교회 신자 특유의 죄책감 등이다.

## 출연
메인
- 루이 C.K. - 루이 역

리커링
- 패멀라 애들론 - 패멀라 역
- 수전 켈레치 왓슨 - 재닛 역
- 토드 배리 - 토드 역
- 해니벌 버리스 - 해니벌 역
- 닉 디파울로 - 닉 역
- 크리스 록 - 본인 역
- 제리 사인펠드 - 본인 역
- 세라 실버먼 - 본인 역

## 시즌
| 시즌 | 회수 | 방송 날짜       | 방송 날짜       |
| 시즌 | 회수 | 시즌 시작       | 시즌 종료       |
| ---- | ---- | --------------- | --------------- |
| 1    | 13   | 2010년 6월 29일 | 2010년 9월 7일  |
| 2    | 13   | 2011년 6월 23일 | 2011년 9월 8일  |
| 3    | 13   | 2012년 6월 28일 | 2012년 9월 27일 |
| 4    | 14   | 2014년 5월 5일  | 2014년 6월 16일 |
| 5    | 8    | 2015년 4월 9일  | 2015년 5월 28일 |